# تشلسي ستيوارت
تشلسي ستيوارت (بالإنجليزية: Chelsea Stewart)‏ (28 أبريل 1990 بدنفر في الولايات المتحدة - ) هي لاعبة كرة قدم كندية وأمريكية في مركز الوسط، شاركت في الألعاب الأولمبية الصيفية 2012. وشاركت مع منتخب كندا تحت 20 سنة للسيدات لكرة القدم ومنتخب كندا لكرة القدم للسيدات. أما مع النوادي، فقد لعبت مع بوسطن بريكرز ووسترن نيويورك فلاش وفانكوفر وايتكابس (نادي كرة قدم) وإناك ليونيسا وVancouver Whitecaps FC (women) ‏.

## وصلات خارجية
- تشلسي ستيوارت على موقع الاتحاد الدولي (مؤرشف)  (الإنجليزية)
- تشلسي ستيوارت على موقع الاتحاد الأوربي (الإنجليزية)
- تشلسي ستيوارت على موقع قاعدة بيانات كرة القدم.إي يو (الإنجليزية)
- تشلسي ستيوارت على موقع Soccerway.com (الإنجليزية)
- تشلسي ستيوارت على موقع اللجنة الأولمبية الدولية (الإنجليزية)
- تشلسي ستيوارت على موقع أوليمبيديا (الإنجليزية)
- تشلسي ستيوارت على موقع اللجنة الأولمبية الكندية (الإنجليزية)